# ピンクのドレスのマルガリータ王女
『ピンクのドレスのマルガリータ王女』（ピンクのドレスのマルガリータおうじょ、独: Infantin Margarita Teresa in rosafarbenem Kleid、英: Infanta Margarita Teresa in a Peach Dress）は、スペインのバロック絵画の巨匠ディエゴ・ベラスケスが1653-1654年にキャンバス上に油彩で制作した絵画で、画家が王女マルガリータ・テレサ・デ・エスパーニャを描いた肖像画中最初のものである。以前、この作品は、彼女の異母姉妹の王女マリア・テレサ・デ・アウストリアを描いたものだと信じられていた。現在、ウィーンの美術史美術館に所蔵されている。

## 歴史
16世紀にハプスブルク家がオーストリア (神聖ローマ帝国) とスペインの系統に分かれた後、両ハプスブルク家の間では非常に緊密な王家のつながりができ、婚姻という手段によってさらに強化するよう努められた。本作に描かれているマルガリータ・テレサ・デ・エスパーニャは、1651年7月、フェリペ4世と王妃マリアナ・デ・アウストリアとの間に生まれた。オーストリアで生まれたマリアナ・デ・アウストリアは本来、従弟に当たるスペイン皇太子バルタサール・カルロス (フェリペ4世の嫡子) の婚約者であったが、バルタサール・カルロスが早逝したため、最初の王妃イサベル・デ・ボルボンを喪っていた叔父のフェリペ4世と1649年に結婚した。
バルタサール・カルロス以来、フェリペ4世の男児はすべて死産であったか生後間もなく死去していたので、マルガリータの誕生は大きな喜びとともに迎えられた。愛らしい彼女は1650年代の憂愁に包まれたスペインの宮廷生活を明るく、楽しいものとする希望の存在であったのである。王女の姿はベラスケスの代表作『ラス・メニーナス』(プラド美術館) の中央に描かれている。父王フェリペ4世はスペイン・ハプスブルク家の継続のためオーストリア・ハプスブルク家のレオポルト1世との将来の婚姻を図り、マルガリータ王女の成長記録として、その3歳 (本作の『ピンクのドレスのマルガリータ王女』)、5歳 (『白いドレスのマリガリータ王女』)、8歳 (『青いドレスのマルガリータ王女』) の姿を描いたベラスケスによる3点の肖像画 (すべて美術史美術館蔵) をオーストリアに送った。その後、マルガリータは1666年、15歳の時オーストリアのレオポルト1世に嫁いだが、7年後に亡くなった。

## 作品
マルガリータ王女の一連の肖像画は彼女の成長記録であると同時に、画家ベラスケスの晩年の成熟をたどる貴重な作例である。本作は2歳か3歳の王女を描いている。王女は、青緑色の緞帳を背にして映える銀灰色とサーモン・ピンクの金襴緞子の衣装を纏い、絨毯の上に立っている。彼女は右手を小さなテーブルの上に置き、左手には閉じられた扇子を持っている。テーブルの上には、バラ、ユリ、ヒナギクの入った花瓶があるが、花も花瓶もエドゥアール・マネに先駆けて色彩の一筆のみで仕上げられ、しかもその物質感が見事に描写されている。ベラスケスは見た目には、ばらばらで自由奔放な筆遣いを用い、色を混ぜ合わせていないが、この筆遣いは一定の距離を置いて見た時に初めてその形態がわかるものである。
なお、本作と少し違う別ヴァージョン (王女がいくらか年長で、髪の毛が長く見える) がマドリードのリリア宮殿 (アルバ公爵家のコレクション) にある。伝統的にベラスケスの真筆だとみなされていたが、現在では助手の手になるものと考えられている。この助手はフアン・バウティスタ・マルティネス・デル・マーソと推測される。

## マルガリータ王女の肖像

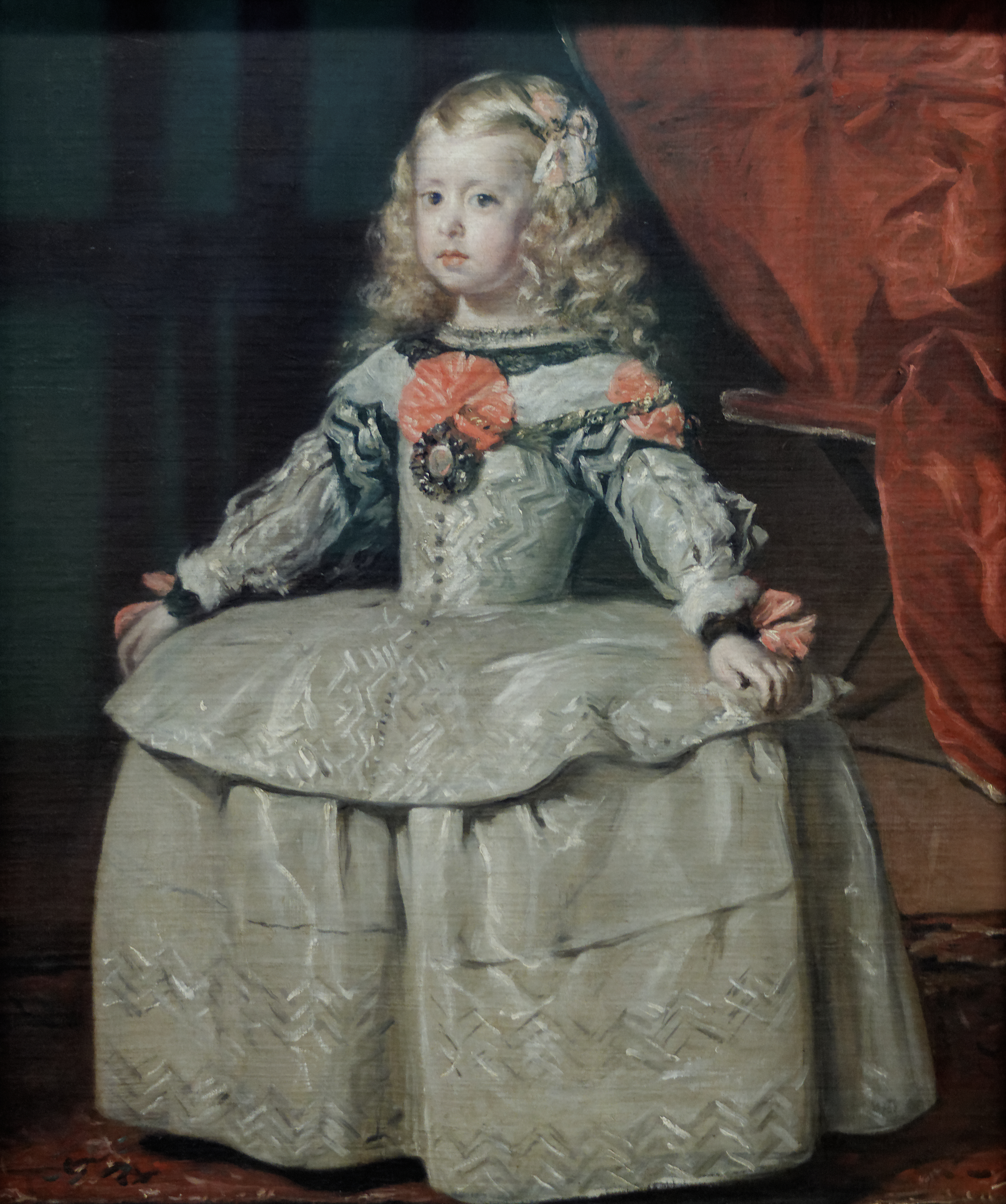
ディエゴ・ベラスケス『白いドレスのマリガリータ王女』、(1656年ごろ)、美術史美術館
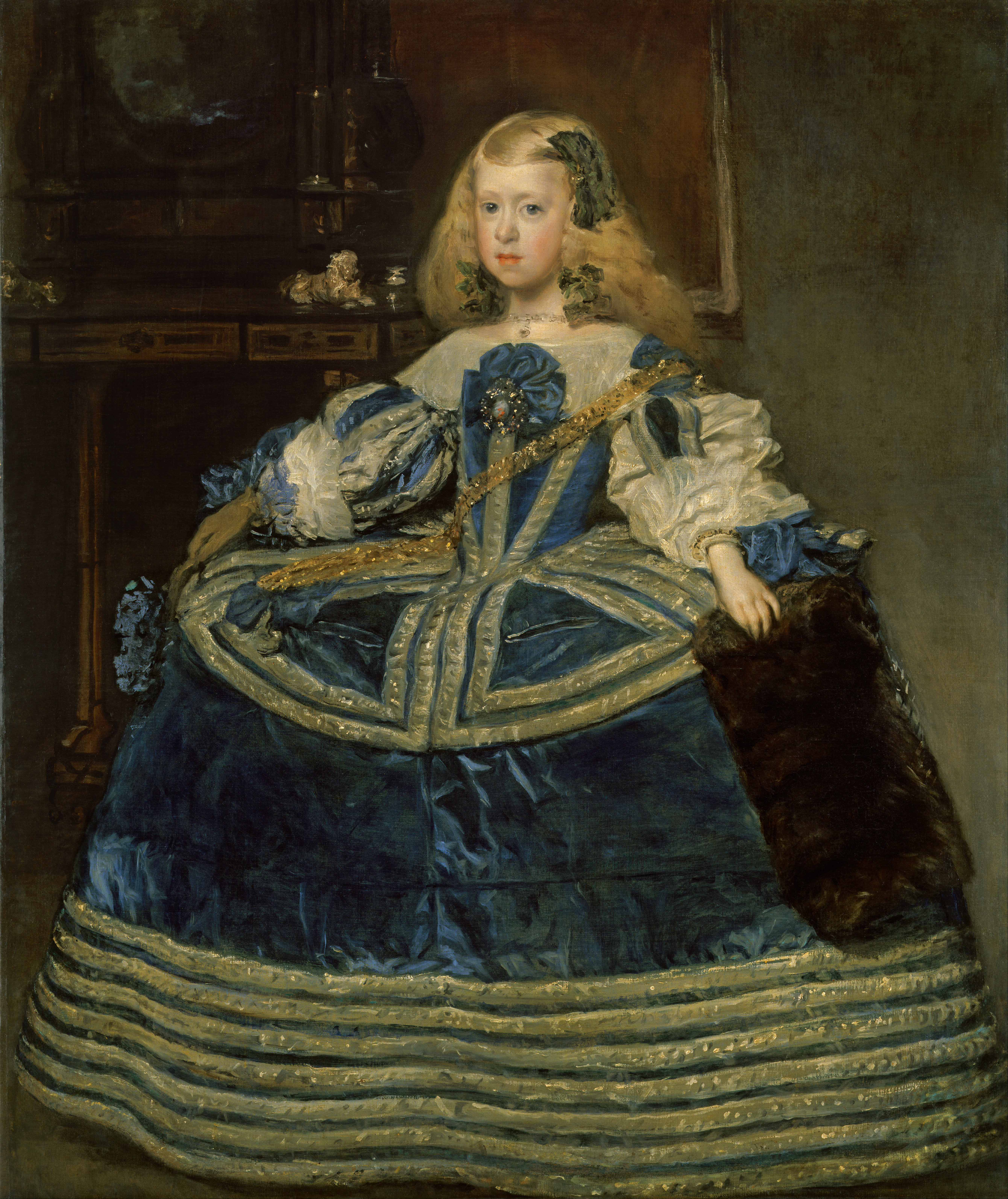
ディエゴ・ベラスケス『青いドレスのマルガリータ王女』、(1653-1654年ごろ)、美術史美術館
ディエゴ・ベラスケス『ラス・メニーナス』、(1656年)、プラド美術館
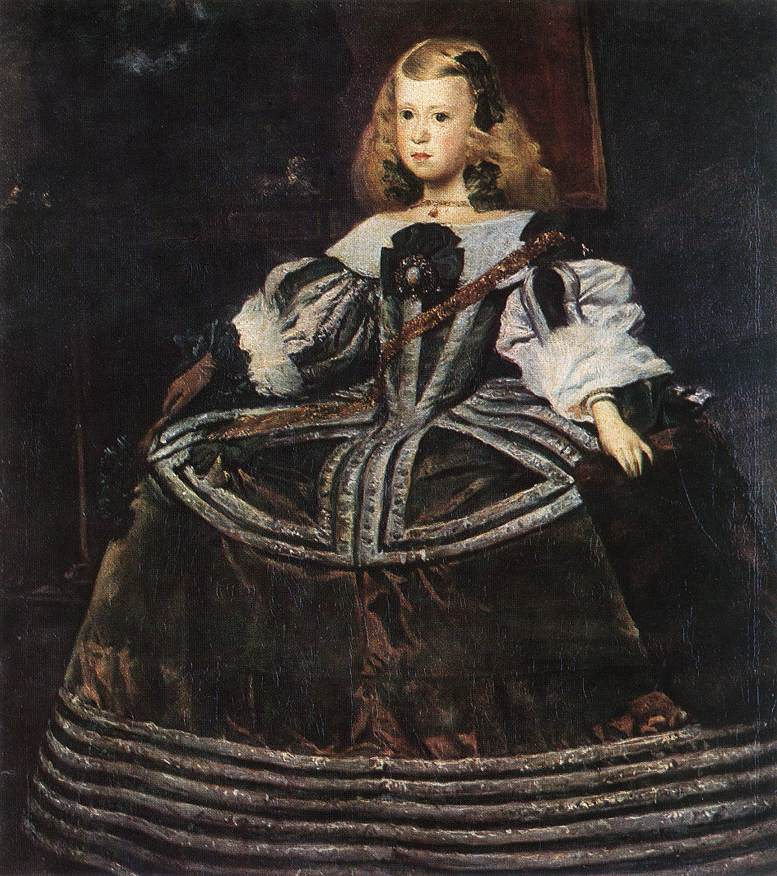
フアン・バウティスタ・マルティネス・デル・マーソ『緑のドレスのマルガリータ王女』、ブダペスト国立西洋美術館
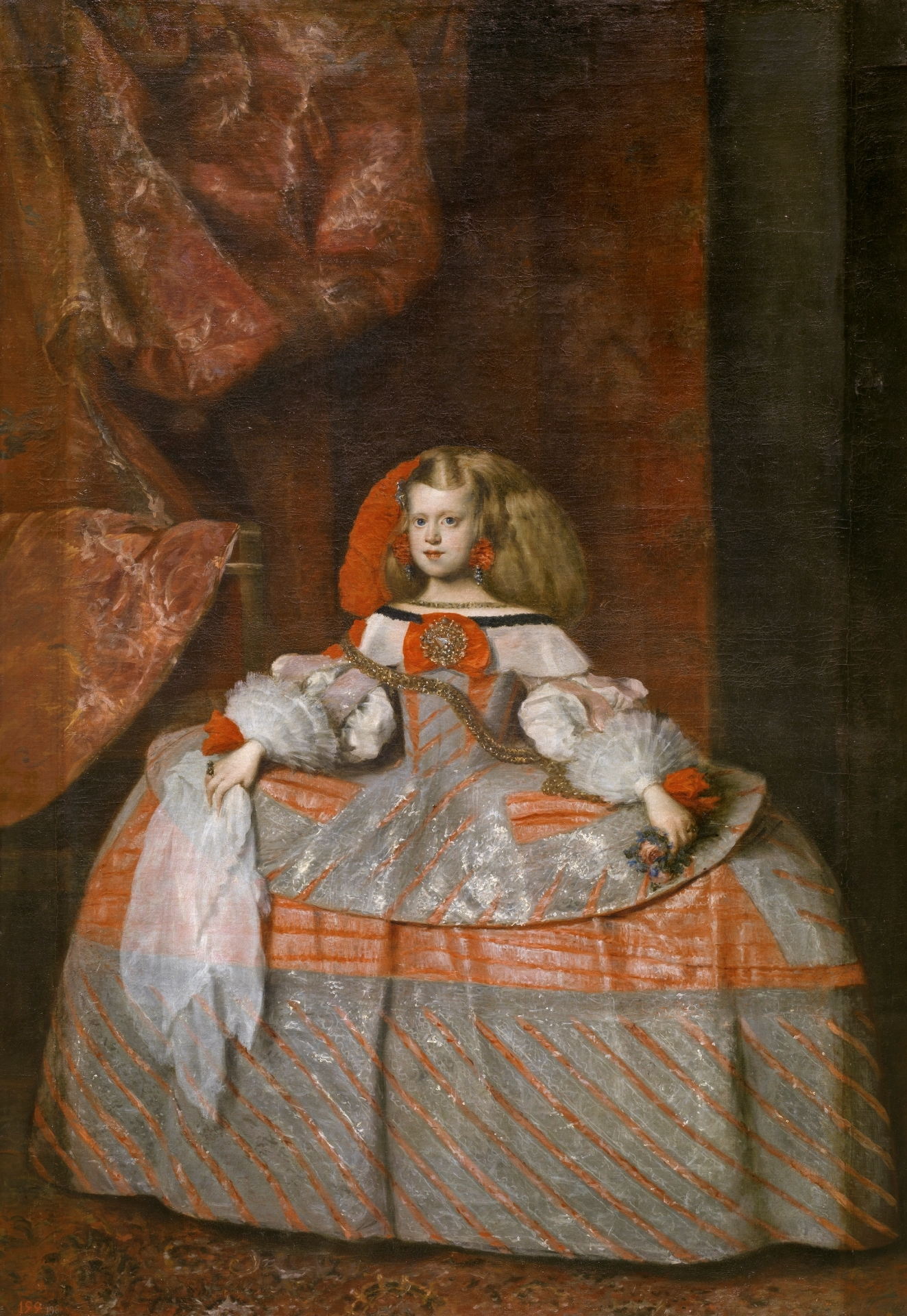
フアン・バウティスタ・マルティネス・デル・マーソ『マルガリータ・テレサ王女』、(1660年)、プラド美術館